# 8165 Ґнадіґ
8165 Ґнадіґ (8165 Gnädig) — астероїд головного поясу, відкритий 21 листопада 1990 року.
Тіссеранів параметр щодо Юпітера — 3,565.